# 小村美記
小村 美記（おむら みき、1989年12月18日 - ）は、NHK首都圏放送センターのリポーター。元NHK千葉放送局のキャスター。元大分放送 (OBS) のアナウンサー。

## 人物・来歴
東京都世田谷区出身。桐朋女子高校、清泉女子大学文学部卒業後、2013年4月、アナウンサーとして松永友美と共にOBSに入社。出身は東京であるが、母方の祖父母が臼杵市にいる。
3歳の頃より妹の小村知帆と共に森の木児童合唱団に所属しており、CDも出している。小村が10歳の頃に歌っている「地球をくすぐっチャオ！」はポンキッキーズのOPを飾った。
清泉女子大学在学中、一年生ながらビジネスコンテストやTOHOシネマズ学生映画祭、イベント等の司会をしていた。また早稲田大学放送研究会アナウンス部にも所属しており、フジテレビのアナウンサースクールアナトレやテレビ朝日アスクにも在籍し、BS朝日の「News Access」にて学生アナとしてニュースを読んでいた。
2013年の「きつきお城まつり」にて、OBS新人女子アナの登竜門である「花魁道中」で、花魁として練り歩きした。この模様はHAMARooooN!!ステーションにて放送されたが、この日がOBS入社後テレビ・ラジオを通じて初出演であった。
OBSでの初鳴きは、2013年5月20日のラジオニュースであった。
飯倉寛子アナは職場で1年先輩だが同じ年であり仲が良い。休みや退社後一緒に食事に行っている状況がブログにアップされている。
好きな動物は馬・ウサギ・猫・鳩。苦手な動物はカメレオン。
趣味はカラオケ、温泉巡り。特に温泉に関しては「温泉ソムリエ（1つ星温泉ソムリエ）」の資格を持っている程である。
2017年9月末でOBSを退社 、同年10月30日よりNHK千葉放送局のキャスターとして入局。
2022年4月1日よりNHK首都圏放送センターに異動。ひるまえほっとなどを担当するキャスター・リポーターを務める。

## 現在の担当番組
テレビ
- 首都圏ネットワーク (NHK)
- おはよう日本 (NHK)

## 過去の担当番組

### 学生時代
- News Access（BS朝日）

### OBS大分放送時代
テレビ
- 東MAXとスギちゃんのおんせん県 おおいたに行っちゃいましたけん!
- いいやん!大分（水）
- おはようナイスキャッチ【MC】（火・水・金）【中継】（木）
- ミタイケン（金）
- かぼすタイム（土）
- OBSニュース

ラジオ
- ハイスクールラジオ（月）
- 私の作文（月〜金）
- イチスタ☆
- 小村美記のひるどき!WAKU☆DOKI!（土）
- HAMARooooN!!ステーション（土・中継）
- OBSおはなしワールド（日）
- Sunday Time（日）
- 時空間旅行〜いつか同じ星空の下で（月・日）
- OBSニュース

### NHK千葉放送局時代
ラジオ
- ひるどき情報ちば (NHK-FM)
- 花ラジちば (NHK-FM)

テレビ
- ひるまえほっと (NHK)
- 首都圏ネットワーク (NHK)
- おはよう日本 (NHK)